# Idiomacromerus centaureae
Idiomacromerus centaureae är en stekelart som först beskrevs av Askew och Nieves Aldrey 1988.  Idiomacromerus centaureae ingår i släktet Idiomacromerus och familjen gallglanssteklar. Inga underarter finns listade i Catalogue of Life.